# Bruce Robinson
Bruce Robinson (n. 2 de mayo de 1946) es un actor, director, guionista y novelista inglés. Es conocido por haber trabajado con directores como Franco Zeffirelli, Ken Russell y François Truffaut.

## Filmografía

### Director/escritor
| Año  | Título                          | Director | Escritor | Notas                                        |
| ---- | ------------------------------- | -------- | -------- | -------------------------------------------- |
| 1984 | The Killing Fields              | No       | Sí       |                                              |
| 1987 | Withnail and I                  | Sí       | Sí       |                                              |
| 1989 | How to Get Ahead in Advertising | Sí       | Sí       |                                              |
| 1989 | Fat Man and Little Boy          | No       | Sí       |                                              |
| 1992 | Jennifer 8                      | Sí       | Sí       |                                              |
| 1998 | Return to Paradise              | No       | Sí       |                                              |
| 1999 | In Dreams                       | No       | Sí       |                                              |
| 2011 | The Rum Diary                   | Sí       | Sí       |                                              |
| 2012 | A Fantastic Fear of Everything  | No       | Novela   | Basada en Paranoia in the Launderette (1998) |

### Actor
- Romeo and Juliet (1968) como Benvolio
- The Other People (1968) como Colin
- Baby Love (1969) como el hombre del club nocturno (sin créditos)
- Tam-Lin (1970) como Alan
- The Music Lovers (1971) como Alexei Sofronov
- Private Road (1971) como Peter Morrissey
- The Story of Adèle H. (1975) como el teniente Albert Pinson
- Los viajes escolares (1976) como Óscar
- The Brute (1977) como Mark
- Kleinhoff Hotel (1977) como Karl Axel
- Harry's War (1981) como el agente núm. 2 IRS
- How to Get Ahead in Advertising (1989) como The Boil (voz, sin créditos)
- Still Crazy (1998) como Brian Lovell

## Premios y distinciones
Óscar
| Año  | Categoría            | Película           | Resultado |
| ---- | -------------------- | ------------------ | --------- |
| 1985 | Mejor guion adaptado | The Killing Fields | Nominado  |